# Di Napoli (famiglia)
La famiglia Di Napoli è stata una famiglia di teatranti italiani.

## Storia

### Raffaele Di Napoli
Il capostipite fu Raffaele, nato a Napoli nel 1819, iniziò la sua carriera di attore teatrale interpretando spesso il ruolo del "guappo", in senso grottesco e comico, personaggio da lui inventato, che diverrà una sorta di maschera del teatro comico napoletano. La sua bravura fu notata dapprima da Francesco Stella e successivamente scritturato al San Carlino dal grande Antonio Petito. I rapporti con il Petito non furono però idilliaci poiché questi aveva l'impressione che il giovane Raffaele gli rubasse la scena, per cui gli riservava sempre ruoli minori. Alla morte di Petito passò nella compagnia del giovane emergente Eduardo Scarpetta. Lo Scarpetta gli riservò ruoli a lui più convenevoli, sempre del prepotente e del guappo e addirittura in una sua commedia (Un turco napoletano) gli scrisse una parte apposta per lui, ruolo che poi nella versione cinematografica del 1953 con Totò fu interpretato in maniera sublime da un grande Enzo Turco. Morirà nella sua Napoli nel 1879 all'età di 64 anni.

### Gennaro e Marietta Di Napoli
Figli di Raffaele, non riscossero il successo del padre: la figlia Marietta lavorò con fortune alterne, spesso scritturata nella compagnia del grande Federico Stella, mentre Gennaro lavorò prevalentemente con Gennaro Pantalena.

### Raffaele II e Gennaro II
Figli di Gennaro, riscossero a differenza del padre un discreto successo, soprattutto Raffaele II, che fu un buon caratterista del repertorio vivianesco, insieme al fratello lavorò appunto nella compagnia di Raffaele Viviani, in quella dei De Filippo e, dopo la loro separazione, in quella di Peppino De Filippo, dove è da ricordare l'interpretazione di Raffaele II nell'atto unico Cupido scherza e spazza, in cui è antagonista in amore di Peppino; della commedia, per fortuna, esiste una versione ripresa dal vivo a teatro in DVD, in cui compare anche Gennaro II in un ruolo minore.